# Bacillus anthracis

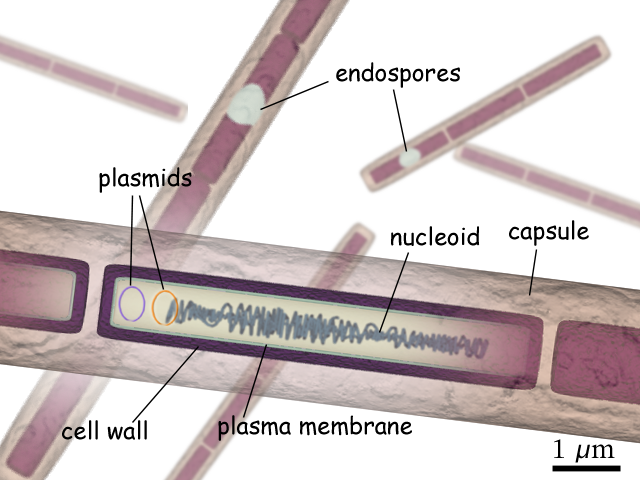
Структура клітин Bacillus anthracis.

Bacillus anthracis — грам-позитивна, факультативно анаеробна паличковидна бактерія роду Bacillus. B. anthracis звичайно живе у ґрунті, формує ендоспори та є причинним агентом сибірки.

## Історія
Детальніші відомості з цієї теми ви можете знайти в статті Сибірка.
Вперше збудника сибірки описав Алоїз Поллендер у 1849 році, який виявив його у крові та тканинах мертвих тварин. Остаточно збудник був вивчений Робертом Кохом (1876 рік) та Луї Пастером (1877 рік). Пастер у 1881 році, вперше, отримав ослаблену живу вакцину Bacillus anthracis, що посприяло ефективні профілактиці захворювання у тварин.

## Морфологія і фізіологія
B. anthracis (грец. ἄνθραξ — вуглець) — велика Гр(+) нерухома паличка 3-10 мкм завдовжки і 1-1,5 мкм завширшки. В організмі тварин і людини утворює капсулу, яка оточує одиноку клітину або весь ланцюжок. Капсули можуть утворюватися і при культивуванні на поживних середовищах із нативним білком. У мазках із культур на рідкому середовищі B. anthracis виглядають довгими ланцюжками, кінці клітин обрубані або злегка втягнуті, що надає ланцюгу форму бамбукової тростини з характерними колінчастими зчленуваннями. Також порівнюють з протяжним потягом. У довкіллі бактерії (бацили) сибірки утворюють овальні спори, які розташовані в клітині центрально й не перебільшують її поперечного діаметра. У ґрунтах, багатих гумусом, при 25-40 °С спори можуть проростати у вегетативні форми. При температурах вище 43°С і нижче 15°С спороутворення припиняється.

## Культивування
За типом дихання збудник сибірки є аеробом і факультативним анаеробом. До живильних середовищ невибагливий. На бульйоні дає ріст на дні пробірки у вигляді жмутика вати, залишаючи середовище прозорим. При посіві уколом у стовпчик желатини ріст нагадує ялинку, перекинуту вниз верхівкою. При посіві на МПА вірулентних штамів виростають R-форми колоній із нерівними хвилястими краями, які нагадують голову медузи або лев'ячу гриву. Оптимальна температура для культивування — 37-38 °C, pH 7,0. Невірулентні або слабовірулентні штами утворюють круглі гладенькі S-форми колоній із чітко окресленим краєм. При посіві на середовище з пеніциліном B. anthracis втрачають клітинну стінку, фрагментуються на кульки і нагадують намисто.

## Ферментативна активність
B. anthracis біохімічно активна: ферментує глюкозу, сахарозу, мальтозу й інші вуглеводи до кислоти, але без утворення газу; розріджує сироватку й желатин; пептонізує молоко; утворює аміак і сірководень. Також гідролізує крохмаль.

## Антигени
B. anthracis мають білковий антиген, який міститься в капсулі, і полісахаридний антиген, розташований у клітинній стінці. Полісахаридний антиген можна виявити за допомогою реакції термопреципітації за Асколі. З досліджуваного матеріалу кип'ятінням екстрагують цей антиген, який при додаванні до преципітуючої протисибіркової сироватки утворює кільце преципітації. При розмноженні в організмі, а також на середовищі з плазмою крові й екстрактами з тканин збудники утворюють протективний антиген, який має сильні імуногенні властивості.

## Токсиноутворення
B. anthracis при культивуванні на рідкому поживному середовищі продукує справжній екзотоксин, який складається принаймні з трьох компонентів: набряковий токсин викликає некроз і набряк шкіри у гвінейських свинок; летальний токсин («мишачий токсин») спричиняє смерть білих мишей, протективний антиген, який має імуногенні властивості.

## Резистентність
У вегетативні формі, збудник сибірки має таку ж стійкість, як і більшість аспорогенних бактерій, а саме — швидко гине під дією високих температур (вище 75 °C — через 5 — 10 хв). Спори стійкі: у ґрунті чи воді вони можуть прожити сотні років, прямі сонячні промені вони витримують 10 діб, а то і більше, при кип'ятінні гинуть через 45 — 60 хв. Спори також можуть тривалий час зберігатися у шерсті і в померлих тваринах, у засоленому м'ясі.

## Екологія
У звичайних природних умовах на сибірку хворіють різні види травоїдних тварин — велика і дрібна рогата худоба, коні, рідше олені, верблюди, свині. Вони заражаються ч/з рот спорами B. anthracis. У них переважно розвиваються кишкова і септична форми сибірки. Хворі тварини виділяють збудник у зовнішнє середовище з випорожненнями і сечею.
Людина заражається при безпосередньому контакті з хворими тваринами ч/з предмети і вироби із зараженої сировини (кожухи, рукавиці, шапки, коміри, пензлі для гоління тощо) або ч/з м'ясо хворих тварин. Улітку можливе зараження ч/з укуси ґедзів. Захворювання на сибірку має професійний характер. Частіше хворіють робітники м'ясокомбінатів, вовнопрядильних фабрик, тваринницьких ферм, ті. хто працюють зі шкірою тварин, сортувальники хутра.
Потрапивши в ґрунт, B. anthracis утворюють дуже стійкі спори, які зберігають життєздатність десятки років. Широко вживані дезінфектанти спричинюють їхню загибель лише ч/з декілька годин, кип'ятіння — через 15-20 хв. Вегетативні форми мають таку ж резистентність, як і більшість неспороносних бактерій.

## Захворювання людини
Детальніші відомості з цієї теми ви можете знайти в статті Сибірка.